# Ульріх Верніц
Ульріх Верніц (нім. Ulrich Wernitz; 23 січня 1921, Єссен — 23 грудня 1980, Фюрстенфельдбрук) — німецький льотчик-ас винищувальної авіації, лейтенант люфтваффе вермахту, оберстлейтенант люфтваффе бундесверу. Кавалер Лицарського хреста Залізного хреста.

## Біографія
Після закінчення льотної школи зарахований в 4-у ескадрилью 54-ї винищувальної ескадри. Учасник Німецько-радянської війни. Всього за час бойових дій здійснив близько 250 бойових вильотів і збив 101 радянський літак (з них 20 Іл-2), а також знищив 2 танки. В 1957 вступив у ВПС ФРН. 31 березня 1978 року вийшов у відставку.

## Нагороди
- Нагрудний знак пілота
- Залізний хрест 2-го і 1-го класу
- Авіаційна планка винищувача в золоті
- Почесний Кубок Люфтваффе (17 квітня 1944)
- Лицарський хрест Залізного хреста (1 листопада 1944) — за 82 перемоги.
- Німецький хрест в золоті (1 січня 1945)